# تالکیتنا، آلاسکا
تالکیتنا (به انگلیسی: Talkeetna) شهری در بخش ماتانوسکا-سوسیتنا ایالت آلاسکا است که جمعیت آن در سرشماری سال ۲۰۰۰ میلادی ۷۷۲ نفر بوده‌است.